# Magnús Guðmundsson
Magnús Guðmundsson, né le 6 février 1879 à Svínadalur et mort le 28 novembre 1937 à Reykjavik, est un homme d'État islandais et Premier Ministre. Il est un des hommes politiques qui a fondé le 
Parti de l'indépendance en 1929.